# إيرني ماسون
إيرني ماسون (بالإنجليزية: Ernie Mason)‏ هو لاعب كرة قاعدة أمريكي، ولد في 1870 في نيو أورلينز في الولايات المتحدة، وتوفي في 24 يوليو 1904 في كوفينغتون في الولايات المتحدة.

## وصلات خارجية
- إيرني ماسون على موقعبيزبول رفرنس.كوم (الدوري الرئيسي) (الإنجليزية)
- إيرني ماسون على موقعبيزبول رفرنس.كوم (الدوري الثانوي) (الإنجليزية)